# 2002 en tennis
| Années du tennis : 1999 - 2000 - 2001 - 2002 - 2003 - 2004 - 2005    |
| Décennies du tennis : 1970 - 1980 - 1990 - 2000 - 2010 - 2020 - 2030 |

Cet article résume les faits marquants de l'année 2002 dans le monde du tennis.

## Décès
- février : Laura duPont, 52 ans, joueuse américaine, professionnelle dans les années 1970 et début des années 1980
- 12 mars : Jacqueline Patorni, 84 ans, joueuse française, finaliste du double mixte à Roland-Garros en 1954
- 6 juin : Bernard Destremau, 85 ans, joueur français, vainqueur du double à Roland-Garros en 1938, et secrétaire d'État aux affaires étrangères en 1974
- 11 août : Nancy Chaffee, 73 ans, joueuse américaine ayant disputé la finale du double dames à l'US Women's National Championship en 1951
- Wiesław Gąsiorek, joueur polonais